# Погонич білоплямистий
Погонич білоплямистий (Sarothrura pulchra) — вид журавлеподібних птахів родини Sarothruridae.

## Поширення
Вид поширений в Західній та Центральній Африці.

## Спосіб життя
Трапляється у дощових лісах, вторинних лісах, на плантаціях, зазвичай, неподалік водойм. Живиться комахами та насінням. Сезон розмноження збігається із сезоном дощів.